# Municipio de Tepache
El Municipio de Tepache  es uno de los 72 municipios que integran el estado mexicano de Sonora, situada en el centro-oriente del Estado y su cabecera es la localidad de Tepache Sonora, un bello pueblo situado en la Sierra de Sonora, a 45 minutos de Moctezuma Sonora.

## Historia
La palabra Tepache proviene del ópata Tepatzi que después se convirtió en Tepachi y en Tepache, y para algunos historiadores significa Lugar de mujeres bellas, aunque para otros sea su significado Lugar del árbol en la Piedra y para otros más Lugar de frijol dado el parecido que guarda el vocablo Tepatzi con Tépari nombre de una variedad de frijol.
Fue fundado en 1678 con el nombre de Santa Ana de Tepache, que después cambió por el actual y se construyó el primer templo. En 1854, en la división política del departamento, se menciona a Tepachi como pueblo del distrito de Moctezuma. En 1916 se erige como municipio libre del estado de Sonora, pero en 1930 se incorpora al municipio de Moctezuma y finalmente el 15 de abril de 1932 por la Ley Número 79 fue declarado municipio por decreto de la Legislatura local sonorense.

## Geografía
Está ubicado en la parte centro del Estado de Sonora, a 242 kilómetros de la frontera con Estados Unidos en Agua Prieta. Además se encuentra a 220 kilómetros de la capital del Estado, Hermosillo. Específicamente se localiza en el paralelo 29° 31' de latitud norte y a los 109° 31' de longitud al oeste del meridiano de Greenwich, a una altitud promedio de 1250 metros sobre el nivel del mar.  
Colinda al norte con Divisaderos y Moctezuma, al este con Nácori Chico, al sur con el municipio de Sahuaripa y al suroeste con San Pedro de la Cueva. El municipio cuenta con una superficie de 752.85 kilómetros cuadrados que representan el 0.41% de la superficie total de Sonora.
El municipio es cruzado de norte a sur por dos ríos importantes: al oeste, el Moctezuma y al este el Yaqui.

## Clima
Tepache cuenta con un clima seco cálido, con una temperatura media máxima mensual de 31.2 °C, y una temperatura media mínima mensual de 13.7 °C. La temperatura media anual es de 22.4 °C; la época de lluvias se presenta en verano en los meses de julio y agosto con una precipitación media anual de 520.8 milímetros.
| Parámetros climáticos promedio de Tepache, Sonora (1951-2010)                    | Parámetros climáticos promedio de Tepache, Sonora (1951-2010) | Parámetros climáticos promedio de Tepache, Sonora (1951-2010) | Parámetros climáticos promedio de Tepache, Sonora (1951-2010) | Parámetros climáticos promedio de Tepache, Sonora (1951-2010) | Parámetros climáticos promedio de Tepache, Sonora (1951-2010) | Parámetros climáticos promedio de Tepache, Sonora (1951-2010) | Parámetros climáticos promedio de Tepache, Sonora (1951-2010) | Parámetros climáticos promedio de Tepache, Sonora (1951-2010) | Parámetros climáticos promedio de Tepache, Sonora (1951-2010) | Parámetros climáticos promedio de Tepache, Sonora (1951-2010) | Parámetros climáticos promedio de Tepache, Sonora (1951-2010) | Parámetros climáticos promedio de Tepache, Sonora (1951-2010) | Parámetros climáticos promedio de Tepache, Sonora (1951-2010) |
| Mes                                                                              | Ene.                                                          | Feb.                                                          | Mar.                                                          | Abr.                                                          | May.                                                          | Jun.                                                          | Jul.                                                          | Ago.                                                          | Sep.                                                          | Oct.                                                          | Nov.                                                          | Dic.                                                          | Anual                                                         |
| -------------------------------------------------------------------------------- | ------------------------------------------------------------- | ------------------------------------------------------------- | ------------------------------------------------------------- | ------------------------------------------------------------- | ------------------------------------------------------------- | ------------------------------------------------------------- | ------------------------------------------------------------- | ------------------------------------------------------------- | ------------------------------------------------------------- | ------------------------------------------------------------- | ------------------------------------------------------------- | ------------------------------------------------------------- | ------------------------------------------------------------- |
| Temp. máx. abs. (°C)                                                             | 33.0                                                          | 38.0                                                          | 41.0                                                          | 43.0                                                          | 45.0                                                          | 48.0                                                          | 47.0                                                          | 45.0                                                          | 45.0                                                          | 43.0                                                          | 38.0                                                          | 34.0                                                          | 48.0                                                          |
| Temp. máx. media (°C)                                                            | 22.3                                                          | 24.1                                                          | 27.8                                                          | 32.3                                                          | 36.5                                                          | 40.0                                                          | 38.2                                                          | 36.3                                                          | 36.0                                                          | 32.3                                                          | 26.3                                                          | 22.0                                                          | 31.2                                                          |
| Temp. media (°C)                                                                 | 13.7                                                          | 15.3                                                          | 18.1                                                          | 22.0                                                          | 26.4                                                          | 30.8                                                          | 30.7                                                          | 29.1                                                          | 28.3                                                          | 23.5                                                          | 17.4                                                          | 13.6                                                          | 22.4                                                          |
| Temp. mín. media (°C)                                                            | 5.2                                                           | 6.4                                                           | 8.4                                                           | 11.8                                                          | 16.4                                                          | 21.5                                                          | 23.1                                                          | 22.0                                                          | 20.6                                                          | 14.8                                                          | 8.6                                                           | 5.2                                                           | 13.7                                                          |
| Temp. mín. abs. (°C)                                                             | -4.0                                                          | -2.0                                                          | -1.0                                                          | 2.0                                                           | 5.0                                                           | 12.0                                                          | 10.0                                                          | 9.0                                                           | 10.5                                                          | 1.0                                                           | -1.5                                                          | -4.5                                                          | -4.5                                                          |
| Precipitación total (mm)                                                         | 30.7                                                          | 25.3                                                          | 12.2                                                          | 7.9                                                           | 8.9                                                           | 29.9                                                          | 149.2                                                         | 124.6                                                         | 49.3                                                          | 23.5                                                          | 20.3                                                          | 39.0                                                          | 520.8                                                         |
| Días de precipitaciones (≥ 0.1 mm)                                               | 3.5                                                           | 3.3                                                           | 1.8                                                           | 1.2                                                           | 0.9                                                           | 2.8                                                           | 12.4                                                          | 10.0                                                          | 4.9                                                           | 2.9                                                           | 2.2                                                           | 3.3                                                           | 49.2                                                          |
| Fuente: Servicio Meteorológico Nacional. Actualizado el 14 de diciembre de 2016. |                                                               |                                                               |                                                               |                                                               |                                                               |                                                               |                                                               |                                                               |                                                               |                                                               |                                                               |                                                               |                                                               |

## Demografía
De acuerdo a los resultados del Censo de Población y Vivienda de 2010 realizado por el Instituto Nacional de Estadística y Geografía, la población total del municipio de Tepache es de 1,365 personas, con una edad mediana de 36 años.

### Localidades
En el municipio de Tepache se localizan 2 localidades, su población en 2010 se enlista a continuación:
| Localidad       | Población |
| Total Municipio | 1 365     |
| Tepache         | 1 305     |
| Casa Grande     | 60        |

## Gobierno
El Ayuntamiento Municipal, que radica en Tepache está integrado por un presidente municipal, un Síndico, 3 regidores de mayoría relativa y 2 de representación proporcional, electos cada 3 años. 
El municipio forma parte del IV Distrito Electoral Federal de Sonora con sede en Guaymas, y del XVIII Distrito Electoral de Sonora, correspondiente a Ciudad Obregón Norte. 

### Cronología de Presidentes municipales
- (1982 - 1985): Cristobal Moreno Montaño
- (1985 - 1988): Francisco Blanco Vázquez
- (1988 - 1991): Luis Ernesto Pérez Moreno
- (1991 - 1994): Jacinto Galindo Montaño
- (1994 - 1997): Raymundo Dávila Moreno
- (1997 - 2000): Juan Montaño Velarde
- (2000 - 2003): José Martínez Cadena
- (2003 - 2006): Benjamín Durazo Mayboca
- (2006 - 2009): Tomás García Andrade
- (2009 - 2012): Cristóbal Arnoldo Urbalejo Amaya
- (2012 - 2015): Sergio Dávila Moreno
- (2015 - 2018): Martín Montaño Varelas
- (2018 - 2021): Carmen Figueroa Velarde
- (2021 - 2024): Aravea García Quijada
- (2024 - 2027): Juan Carlos Moreno Moreno

## Educación y sanidad
| Distribución de la población de 15 años y más según nivel de escolaridad | Distribución de la población de 15 años y más según nivel de escolaridad | Distribución de la población de 15 años y más según nivel de escolaridad | Distribución de la población de 15 años y más según nivel de escolaridad | Distribución de la población de 15 años y más según nivel de escolaridad |
| ------------------------------------------------------------------------ | ------------------------------------------------------------------------ | ------------------------------------------------------------------------ | ------------------------------------------------------------------------ | ------------------------------------------------------------------------ |
| Nivel de escolaridad                                                     | Nivel de escolaridad                                                     |                                                                          | Porcentaje                                                               | Porcentaje                                                               |
|                                                                          |                                                                          |                                                                          |                                                                          |                                                                          |
| Sin instrucción                                                          | Sin instrucción                                                          |                                                                          | 2.2%                                                                     | 2.2%                                                                     |
| Básica                                                                   | Básica                                                                   |                                                                          | 77.2%                                                                    | 77.2%                                                                    |
| Técnica con primaria                                                     | Técnica con primaria                                                     |                                                                          | 0.5%                                                                     | 0.5%                                                                     |
| Media superior                                                           | Media superior                                                           |                                                                          | 15.7%                                                                    | 15.7%                                                                    |
| Superior                                                                 | Superior                                                                 |                                                                          | 3.3%                                                                     | 3.3%                                                                     |
| No especificado                                                          | No especificado                                                          |                                                                          | 1.1%                                                                     | 1.1%                                                                     |

Según el censo de población y vivienda 2010, en Tepache la tasa de alfabetización de las personas de entre 15 y 24 años es de 97.8% y la de las personas de 25 años o más es de 95.2%.
La asistencia escolar para las personas de 3 a 5 años es del 44.6%; de 6 a 11 años es del 97.7%; de 12 a 14 años es del 96.4% y de 15 a 24 años es del 36%.
En Tepache el 70.3% de la población tiene acceso al Seguro Popular, que es el principal tipo de seguridad médica.

## Cultura y turismo
El 15 de octubre se celebra la fiesta patronal de Santa Teresa, con bailes, juegos pirotécnicos, música, danzas y feria popular. El 95.5 por ciento de la población es católica.